# مسجد بني خطمة
مسجد بني خطمة مسجد بني مسجد بني خطمة من الأوس أو مسجد العجوز وهو الذي صلى فيه النبي ﷺ في المدينة المنورة
- روى ابن زبالة عن الحارث بن الفضل وهشام بن عروة أن النبي ﷺ في مسجد بني خطمة.
- ورواه ابن شبة عن هشام وعبد الله بن الحارث، وروى أيضا عن مسلمة بن عيد الله الخطمي أن النبي ﷺ صلّى في مسجد العجوز في بني خطمة عند القبر، ومسجد العجوز الذي عند قبر البراء بن معرور، وكان ممن شهد العقبة، فتوفي قبل الهجرة، وأوصى للنبي ﷺ بثلث ماله، وأمر بقبره أن يستقبل به الكعبة.
- وروى ابن زبالة عن أفلح بن سعيد وغيره من أهل العلم أن رسول الله ﷺ صلّى في مسجد العجوز ببني خطمة، وهي امرأة من بني سليم ثم من بني ظفر بن الحارث.

وسيأتي في الآبار عن عبد الله بن الحارث أن النبي صلى الله عليه وسلم توضأ من ذرع بئر بني خطمة التي بفناء مسجدهم، وصلى في مسجدهم.
وتقدم عن المطري أن الأظهر عنده أن منازلهم في شرقي مسجد الشمس بالعوالي، وأن الأظهر عندنا أنهم كانوا بقرب الماجشونية؛ لقول ابن شبة في سيل بطحان: إنه يصبّ في جفاف، ويمر فيه حتى يفضي إلى فضاء بني خطمة والأغرس، وقوله في مذينب: إنه يلتقي هو وسيل بني قريظة بالمشارف فضاء بني خطمة، وسيأتي أن ذلك عند تنور النورة الذي في شامي الماجشونية، وقد رأيت آثار القرية والآطام هناك.